# Gernot Güntherodt
Gernot Güntherodt (* 27. April 1943 in Themar, Thüringen) ist ein deutscher Physiker und emeritierter Professor für Experimentalphysik an der RWTH Aachen.

## Leben
Gernot Güntherodt, Bruder von Hans-Joachim Güntherodt, erwarb 1968 ein Diplom in Physik an der ETH Zürich und wurde 1973 ebenfalls an der ETH Zürich promoviert. Nach Postdoc-Aufenthalten am Thomas J. Watson Research Center der IBM und am Max-Planck-Institut für Festkörperforschung in Stuttgart erhielt er 1977 eine permanente Mitarbeiterstelle am MPI. 1979 folgte ein Ruf an die Universität zu Köln. Von 1987 bis zu seiner Emeritierung im Jahr 2012 leitete er das II. Physikalische Institut, Lehrstuhl A, an der RWTH Aachen.
Gernot Güntherodt ist insbesondere für seine Forschung zu korrelierten Elektronensystemen, Nanomagnetismus und zur Spinelektronik bekannt. Seine Forschungsergebnisse sind in fast 500 Publikationen festgehalten.
Seit 2009 ist Güntherodt Vorsitzender der Arbeitsgemeinschaft Magnetismus in der Deutschen Physikalischen Gesellschaft. Er war Mitherausgeber mehrerer Fachzeitschriften der Physik. 2009 ernannte die American Physical Society ihn zum Fellow.

## Schriften (Auswahl)
- [https://de.wikipedia.org/w/index.php?title=Wikipedia:Defekte_Weblinks&dwl=https://www.research-collection.ethz.ch/?browse=author&author=G%2525C3%2525BCntherodt,+Gernot&lang=de Die nachstehende Seite ist nicht mehr abrufbar], festgestellt im November 2024. (Suche in Webarchiven.)  [https://www.research-collection.ethz.ch/?browse=author&author=G%2525C3%2525BCntherodt,+Gernot&lang=de Dissertation] ETH Zürich 1974
- Mit Roland Wiesendanger, Hans-Joachim Güntherodt, Gernot Güntherodt, R.J. Gambino und R. Ruf: Observation of vacuum tunneling of spin-polarized electrons with the scanning tunneling microscope. In: Physical Review Letters. 65, 247 (1990); doi:10.1103/PhysRevLett.65.247
- Herausgegeben, u. a., mit Manuel Cardona: Light Scattering in Solids, II-VIII, Springer, Berlin (1982–2000)

| Personendaten    | Personendaten      |
| ---------------- | ------------------ |
| NAME             | Güntherodt, Gernot |
| KURZBESCHREIBUNG | deutscher Physiker |
| GEBURTSDATUM     | 27. April 1943     |
| GEBURTSORT       | Themar, Thüringen  |